# Mo Collins (attrice)
Maureen Ann Collins (Minneapolis, 7 luglio 1965) è un'attrice e comica statunitense.
È per lo più conosciuta grazie ad una serie di sketch comici su MADtv (9 stagioni, 1998-2004) e per la sitcom Parks and Recreation della NBC (7 stagioni, 2009-2015, 2020).

## Filmografia parziale

### Attrice

#### Cinema
- Una promessa è una promessa (Jingle All the Way), regia di Brian Levant (1996)
- 40 anni vergine (The 40-Year-Old Virgin), regia di Judd Apatow (2005)
- Nonno scatenato (Dirty Grandpa), regia di Dan Mazer (2016)

#### Televisione
- Ned - Scuola di sopravvivenza – serie TV, 5 episodi (2006-2007)
- MADtv – show TV (1998-2004, 2007, 2016)
- La vita secondo Jim – serie TV, 4 episodi (2008)
- Parks and Recreation – serie TV, 19 episodi (2009-2015)
- Fear the Walking Dead – serie TV, 28 episodi (2018-2022)
- Single Parents – serie TV, 2x11 (2020)
- Grey's Anatomy – serie TV, 19x11 (2023)
- Non sono ancora morta (Not Dead Yet) – serie TV, episodio 1x02 (2023)

### Doppiatrice
- Higglytown Heroes - 4 piccoli eroi (2 episodi, 2005)
- Callie sceriffa del West - serie TV, 36 episodi (2014-2016)
- F Is for Family - serie TV, 44 episodi (2015-2021)
- Puppy Dog Pals - serie TV, 29 episodi (2017-2022)
- Spidey e i suoi fantastici amici – serie TV, episodio 3x05 (2024)
- I Simpson - serie TV, 2 episodi (2025)

## Doppiatrici italiane
Nelle versioni in italiano delle opere in cui ha recitato, Mo Collins è stata doppiata da:
- Jasmine Laurenti in Ned - Scuola di sopravvivenza
- Patrizia Salmoiraghi in 40 anni vergine
- Emanuela D'Amico in Nonno scatenato
- Sabrina Duranti in Fear the Walking Dead
- Antonella Giannini in Single Parents
- Mariadele Cinquegrani in Grey's Anatomy
- Emanuela Baroni in Non sono ancora morta

Da doppiatrice è sostituita da:
- Emanuela Baroni in Callie sceriffa del West
- Roberta Pellini in F is for Family (Vivian)
- Alessio Ward in F is for Family (Jimmy)
- Micaela Incitti in F is for Family (Brandy)
- Monica Ward in F is for Family (Ginny)
- Simone Crisari in I Simpson
- Valeria Perilli in Higglytown Heroes - Quattro piccoli eroi

## Personaggi famosi imitati
- Alanis Morissette
- Allison Janney
- Alyson Hannigan
- Angelina Jolie
- Barbara Bush
- Catherine Bell
- Catherine Hicks
- Céline Dion
- Cher
- Cynthia Nixon
- Dani Behr
- Diane Sawyer
- Emily Robison
- Jennie Garth
- Jennifer Love Hewitt
- Jennifer Lopez
- Jewel
- Julia Roberts
- Kate Hudson
- Katherine Harris
- Lauren Graham
- Madonna
- Martha Stewart
- Melissa Etheridge
- Nicole Kidman
- Paris Hilton
- Pink
- Roseanne Barr
- Sally Struthers
- Sandra Bullock
- Shakira
- Shania Twain
- Sharon Osbourne
- Vonda Shepard
- Winona Ryder